# فانگ هائو
فانگ هائو (انگلیسی: Fang Hao؛ زادهٔ ۳ ژانویهٔ ۲۰۰۰) بازیکن فوتبال است.
وی همچنین در تیم ملی فوتبال چین بازی کرده‌است.